# Raimondo Berengario d'Andria
Raimondo Berengario d'Angiò (1280 – Napoli, ottobre 1305) è stato un principe angioino, conte di Andria, di Provenza e Principe di Piemonte.

## Biografia

Stemma di Raimondo Berengario

Raimondo Berengario era il quinto figlio di Carlo II re di Napoli e di Maria d'Ungheria. Nacque in Provenza nel corso di un breve ritorno di suo padre a prendere il comando di una flotta. La sua patria è evidenziata nel suo nome provenzale e il nome della sua nutrice, Adelasia di Aix-en-Provence. Nacque per certo dopo Roberto e nessun documento del tempo lo colloca a Napoli per molti anni. Di conseguenza, deve aver trascorso la sua infanzia sotto la tutela di Guglielmo de Manoir nelle città di Aix, Sisteron, St. Victor (presso Marsiglia) e Baryols. È da Sisteron che una lettera fu inviata, in data 2 maggio 1286, da lui e dai suoi due fratelli, Roberto e Ludovico, chiedendo a Edoardo I d'Inghilterra il rilascio del loro padre prigioniero di Alfonso III di Aragona.
Con il trattato di Canfranc (29 ottobre 1288), venne destinato come ostaggio, insieme ai suoi fratelli maggiori, in cambio di suo padre; ma poiché era malato in quel momento, non fu inviato in Catalogna fino all'anno successivo (23 febbraio 1289). Si unì ai suoi fratelli a Moncada il 9 marzo; i tre principi furono trattati con il dovuto onore in base al loro status, portarono un seguito di un centinaio di giovani nobili e furono inoltre seguiti spiritualmente dal francescano Pietro di Giovanni Olivi. Raimondo e i fratelli furono infine rilasciati il 7 giugno 1295 in conformità con le disposizioni del Trattato di Anagni.
Dopo il suo rilascio, si recò a Napoli, poi seguì il fratello Ludovico a Roma che nel frattempo aveva maturato la scelta di rinunciare alla primogenitura (e alla corona di Napoli) per entrare nell'ordine francescano. Tornò nel 1297 con i fratelli Filippo e Giovanni per ricevere Yolanda, figlia di Pietro III d'Aragona, e sposa del loro fratello Roberto, e la sua scorta a Napoli.
Nel dicembre 1300, Raimondo ricevette l'onore di Monte Sant'Angelo, Capaccio, Eboli, Isernia, Atri, Vieste e Altamura, le contee di Gravina e Andria e le castellanie di Vairano, Lesina e Terra di Muro. Nel 1302 perse Gravina. Il 13 dicembre 1304 fu investito della contea del Piemonte (che però appare come di suo fratello nel 1307, per cui il suo possesso di questo feudo era probabilmente teorico e non reale). Poco dopo fu creato Vicario Generale del Regno e nell'agosto 1305 Gran Siniscalco.
La partecipazione di Raimondo Berengario nella politica del Regno fu limitata. Combatté gli Aragonesi in Sicilia nel 1301 e fece una concessione di una terra vicino Gravina ai Cavalieri Templari. Nel luglio del 1304, andò di nuovo a Roma per ricevere una moglie per suo fratello Roberto. Questa volta era Sancia, figlia di Giacomo II di Maiorca.
Morì nell'ottobre 1305 poco dopo il suo matrimonio con Margherita, figlia di Roberto di Clermont.

## Ascendenza
|                              |                    |                                    | Genitori                  |  |  | Nonni |  |  | Bisnonni              |  |  | Trisnonni             |  |
|                              |                    |                                    |                           |  |  |       |  |  | Luigi VIII di Francia |  |  | Filippo II di Francia |  |
|                              |                    |                                    |                           |  |  |       |  |  | Luigi VIII di Francia |  |  | Filippo II di Francia |  |
|                              |                    | Isabella di Hainaut                |                           |  |  |       |  |  | Luigi VIII di Francia |  |  |                       |  |
| Carlo I d'Angiò              |                    |                                    |                           |  |  |       |  |  | Luigi VIII di Francia |  |  |                       |  |
|                              |                    | Bianca di Castiglia                | Alfonso VIII di Castiglia |  |  |       |  |  |                       |  |  |                       |  |
|                              |                    | Bianca di Castiglia                | Alfonso VIII di Castiglia |  |  |       |  |  |                       |  |  |                       |  |
|                              |                    | Bianca di Castiglia                | Eleonora d'Inghilterra    |  |  |       |  |  |                       |  |  |                       |  |
| Carlo II d'Angiò             |                    | Bianca di Castiglia                |                           |  |  |       |  |  |                       |  |  |                       |  |
|                              |                    | Raimondo Berengario IV di Provenza | Alfonso II di Provenza    |  |  |       |  |  |                       |  |  |                       |  |
|                              |                    | Raimondo Berengario IV di Provenza | Alfonso II di Provenza    |  |  |       |  |  |                       |  |  |                       |  |
|                              |                    | Raimondo Berengario IV di Provenza | Garsenda di Provenza      |  |  |       |  |  |                       |  |  |                       |  |
| Beatrice di Provenza         |                    | Raimondo Berengario IV di Provenza |                           |  |  |       |  |  |                       |  |  |                       |  |
|                              |                    | Beatrice di Savoia                 | Tommaso I di Savoia       |  |  |       |  |  |                       |  |  |                       |  |
|                              |                    | Beatrice di Savoia                 | Tommaso I di Savoia       |  |  |       |  |  |                       |  |  |                       |  |
|                              |                    | Beatrice di Savoia                 | Margherita di Ginevra     |  |  |       |  |  |                       |  |  |                       |  |
| Raimondo Berengario d'Andria |                    | Beatrice di Savoia                 |                           |  |  |       |  |  |                       |  |  |                       |  |
|                              | Béla IV d'Ungheria | Andrea II d'Ungheria               |                           |  |  |       |  |  |                       |  |  |                       |  |
|                              | Béla IV d'Ungheria | Andrea II d'Ungheria               |                           |  |  |       |  |  |                       |  |  |                       |  |
|                              | Béla IV d'Ungheria | Gertrude di Merania                |                           |  |  |       |  |  |                       |  |  |                       |  |
| Stefano V d'Ungheria         | Béla IV d'Ungheria |                                    |                           |  |  |       |  |  |                       |  |  |                       |  |
|                              |                    | Maria Lascaris di Nicea            | Teodoro I Lascaris        |  |  |       |  |  |                       |  |  |                       |  |
|                              |                    | Maria Lascaris di Nicea            | Teodoro I Lascaris        |  |  |       |  |  |                       |  |  |                       |  |
|                              |                    | Maria Lascaris di Nicea            | Anna Comnena Angelina     |  |  |       |  |  |                       |  |  |                       |  |
| Maria d'Ungheria             |                    | Maria Lascaris di Nicea            |                           |  |  |       |  |  |                       |  |  |                       |  |
|                              |                    | …                                  | …                         |  |  |       |  |  |                       |  |  |                       |  |
|                              |                    | …                                  | …                         |  |  |       |  |  |                       |  |  |                       |  |
|                              |                    | …                                  | …                         |  |  |       |  |  |                       |  |  |                       |  |
| Elisabetta dei Cumani        |                    | …                                  |                           |  |  |       |  |  |                       |  |  |                       |  |
|                              |                    | …                                  | …                         |  |  |       |  |  |                       |  |  |                       |  |
|                              |                    | …                                  | …                         |  |  |       |  |  |                       |  |  |                       |  |
|                              |                    | …                                  | …                         |  |  |       |  |  |                       |  |  |                       |  |
|                              |                    | …                                  |                           |  |  |       |  |  |                       |  |  |                       |  |